# Real Madrid C
A Real Madrid C egy spanyol negyedosztályú labdarúgócsapat, a Real Madrid CF második számú tartalékcsapata. Az ifjúsági csapat (Juvenil) játékosainak ez az első lépés az első csapatba vezető úton.

## Játékosok
- U23-as játékos (minimum 6)

### Jelenlegi keret
| #  |     | Poszt | Név                                       |
| -- | --- | ----- | ----------------------------------------- |
| 1  | ESP | K     | Tomás (Csapatkapitány)                    |
| 13 | ESP | K     | Aitor                                     |
|    | ESP | K     | Jesús Coca                                |
|    | ESP | K     | Diego García                              |
|    | ESP | V     | Rubén Verdú                               |
|    | ESP | V     | Daniel García Ortega                      |
|    | ESP | V     | Marcos Cerrudo (Csapatkapitány-helyettes) |
|    | ESP | V     | Nacho                                     |
|    | ESP | V     | Óscar Reyes                               |
|    | ESP | V     | Jesús Moyano                              |
|    | ESP | V     | Juanma                                    |
|    | ESP | V     | José Arroyo                               |
|    | ESP | V     | Ángel Menéndez                            |
|    | ESP | V     | Iván Garrido                              |

| # |     | Poszt | Név                              |
| - | --- | ----- | -------------------------------- |
| 8 | ESP | KP    | Prosi (Csapatkapitány-helyettes) |
|   | ESP | KP    | Toto                             |
|   | ESP | KP    | José Cruz                        |
|   | POR | KP    | Pedro Marques                    |
|   | ESP | KP    | Julio Cidoncha                   |
| 7 | ESP | KP    | Pedro Aldea                      |
|   | ESP | KP    | Juan Carlos                      |
|   | ESP | KP    | Víctor Merchán                   |
|   | ESP | KP    | Carlos Martín                    |
|   | ESP | CS    | Manuel Salinas                   |
|   | ESP | CS    | Jesús Berrocal                   |
|   | ESP | CS    | Denis Tcherysev                  |
|   | ESP | CS    | Pablo Carnero                    |
|   | ESP | CS    | Denis Tcherysev                  |
|   | ESP | CS    | Víctor Muñoz                     |
|   | ESP | CS    | Javi Rodríguez                   |

### Az ifjúsági csapatból felkerült játékosok
| # |     | Poszt | Név                        |
| - | --- | ----- | -------------------------- |
|   | ESP | V     | Miguel Ángel (Juvenil A)   |
|   | ESP | KP    | Alex Fernández (Juvenil B) |
|   | ESP | KP    | Edgar (Juvenil A)          |
|   | ESP | CS    | Oscar Plano (Juvenil A)    |
|   | ESP | K     | Unai (Juvenil A)           |
|   | ESP | K     | Aleix (Juvenil B)          |
|   | ESP | KP    | Samu (Juvenil A)           |

### Átigazolások

#### Érkezők
| # |     | Poszt | Név                                           |
| - | --- | ----- | --------------------------------------------- |
|   | ESP | K     | Enrique Reguero (SS Reyes, kölcsönből vissza) |
|   | ESP | V     | José Arroyo (Real Madrid Juvenil A)           |
|   | ESP | V     | Ángel Menéndez (Real Madrid Juvenil A)        |
|   | ESP | V     | Iván Garrido (Real Madrid Juvenil A)          |
|   | ESP | V     | Jesús Moyano (Real Madrid Juvenil A)          |
|   | ESP | KP    | Juanma (Real Madrid Juvenil A)                |
|   | ESP | KP    | Carlos Martín (Real Madrid Juvenil A)         |
|   | ESP | KP    | Víctor Merchán (Real Madrid Juvenil A)        |
|   | ESP | KP    | Juan Carlos (Real Madrid Juvenil A)           |
|   | ESP | KP    | Pedro Aldea (Real Madrid Juvenil A)           |
|   | ESP | CS    | Javi Rodríguez (Real Madrid Juvenil A)        |

#### Távozók
| # |         | Poszt | Név                                   |
| - | ------- | ----- | ------------------------------------- |
|   | ESP     | KP    | Samu (Málaga B)                       |
|   | ESP     | V     | Jordi (Celta B)                       |
|   | ESP     | KP    | Antonio Montiel (Linares)             |
|   | Kamerun | CS    | Lionnel (San Fernando)                |
|   | POL     | KP    | Szymon (Jagiellonia)                  |
|   | POL     | V     | Kamil (Piast)                         |
|   | ESP     | KP    | Luis Hernández (Real Madrid Castilla) |

#### Kölcsönben
| # |     | Poszt | Név                                    |
| - | --- | ----- | -------------------------------------- |
|   | ESP | CS    | Jesús Berrocal (Racing de Santander B) |

## Sikerek

### Real Madrid Aficionados
- Campeonato de España de Aficionados:
- 1959-60, 1961-62, 1962-63, 1963-64, 1964-65, 1965-66, 1966-67, 1969-70
- Copa de la Liga:
  - 1982-83
- Tercera División:

1984-85

### Real Madrid C
- Tercera División:
  - 1990-91, 1991-92, 1998-99, 2005-06
- Copa de la Comunidad:
  - 2002-03, 2007-08

## Szezonok

### Real Madrid Aficionados
| Szezon  | Osztály | Helyezés | Copa del Rey |
| ------- | ------- | -------- | ------------ |
| 1981/82 | 3ª      | 7.       | DNQ          |
| 1982/83 | 3ª      | 7.       | DNQ          |
| 1983/84 | 3ª      | 2.       | 1. kör       |
| 1984/85 | 3ª      | 1.       | 1. kör       |
| 1985/86 | 3ª      | 4.       | 1. kör       |
| 1986/87 | 3ª      | 8.       | 5. kör       |
| 1987/88 | 3ª      | 10.      | DNQ          |
| 1988/89 | 3ª      | 4.       | DNQ          |
| 1989/90 | 3ª      | 5.       | —            |

- 9 szezon a Tercera Divisiónban.

### Real Madrid C
| Szezon  | Osztály | Helyezés | Copa del Rey |
| ------- | ------- | -------- | ------------ |
| 1990/91 | 3ª      | 1.       | —            |
| 1991/92 | 3ª      | 1.       | —            |
| 1992/93 | 3ª      | 2.       | —            |
| 1993/94 | 2ªB     | 7.       | —            |
| 1994/95 | 2ªB     | 13.      | —            |
| 1995/96 | 2ªB     | 9.       | —            |
| 1996/97 | 2ªB     | 13.      | —            |
| 1997/98 | 3ª      | 3.       | —            |
| 1998/99 | 3ª      | 1.       | —            |
| 1999/00 | 3ª      | 2.       | —            |

| Szezon  | Osztály | Helyezés | Copa del Rey |
| ------- | ------- | -------- | ------------ |
| 2000/01 | 3ª      | 4.       | —            |
| 2001/02 | 3ª      | 11.      | —            |
| 2002/03 | 3ª      | 6.       | —            |
| 2003/04 | 3ª      | 14.      | —            |
| 2004/05 | 3ª      | 11.      | —            |
| 2005/06 | 3ª      | 1.       | —            |
| 2006/07 | 3ª      | 6.       | —            |
| 2007/08 | 3ª      | 9.       | —            |
| 2008/09 | 3ª      |          | —            |

- 4 szezon a Segunda División B-ben.
- 14 szezon a Tercera Divisiónban.

## Az első csapatba vagy a Castillába felkerült játékosok
| - GK Juanmi (Gimnàstic) 1991-92 - GK Raúl Valbuena (Albacete) 1994-95 - GK Iker Casillas (Real Madrid) 1998-99 - GK Carlos Sánchez (Castellón) 1999-2000 - GK Diego López (Villarreal CF) 2000-01; 02-03 - GK David Sierra (Fuenlabrada) 2002-04 - GK David Cobeño (Almería) 2003-05 - GK Kiko Casilla (Cádiz) 2004-05 - GK Jordi Codina (Real Madrid) 2004-05 - GK Dani Hernández (Rayo Vallecano B) 2005-07 - GK Quique (Alcorcón) 2006-07 - DF David Belenguer (Getafe) 1992-93 - DF Roberto Rojas 1994-95 - DF Vicente Valcarce 1995-96 - DF Manuel Tena (Rayo Vallecano) 1997-98 - DF Rúben Pulido (Zaragoza) 1998-2000 - DF Óscar Miñambres 1999-2000 - DF Francisco Pavón (Zaragoza) 1999-2000 - DF Raúl Bravo (CD Numancia) 2000-01 - DF Álvaro Mejía (Murcia) 2001-02 - DF Álvaro Arbeloa (Liverpool) 2002-03 - DF Javi Barral (Alcorcón) 2002-03 - DF Juan Duque (Pontevedra) 2002-03 - DF Ángel Robles (Lorca) 2002-03 - DF Alex González (Cobeña) 2004-06 - DF Miguel Torres (Real Madrid) 2004-06 - MF Rafael Benítez - MF Roberto Suárez 1991-93 - MF Jaime 1993-94 - MF Víctor (Elche) 1994-95 - MF Guti (Real Madrid) 1994-95 - MF Oscar Pulido (SS Reyes) 1994-96 - MF Miguel Santa Elena (Cobeña) 1996-98 | - MF Fernando (Málaga) 1997-99 - MF Dani Ruiz (Cobeña) 1997-99 - MF Andrés Santos (Elche) 1998-99 - MF Conrado Zafra (Mérida) 1998-99 - MF Francisco Sousa (Rayo Vallecano) 1998-99 - MF Julio Álvarez (Numancia) 1999-2000 - MF Corona (Almería) 1999-2000 - MF Valdo (Espanyol) 2000-01 - MF José Capdevila (Murcia) 2000-01 - MF José Cabrera (Alavés) 2001-02 - MF Diego Municio (Alcorcón) 2001-02 - MF Alex Pérez (Albacete) 2002-03 - MF Manuel Tello (Levante) 2003-04 - MF Rubén de la Red (Real Madrid) 2003-04 - MF Borja Valero (Mallorca) 2003-05 - MF Javier Balboa (Benfica) 2004-05 - MF Álex Colorado (Granada) 2004-05 - MF Esteban Granero (Getafe) 2005-06 - ST Alfonso 1990-91 - ST Víctor (Valladolid) 1993-94 - ST Raúl (Real Madrid) 1994-95 - ST Irurzun (Ponferradina) 1995-96 - ST Javi Guerrero (Recreativo) 1995-96 - ST Alberto Rivera (Betis) 1995-96 - ST Mista (Deportivo) 1996-97 - ST Carlos Aranda (Granada 74) 1998-2000 - ST David Aganzo (Rayo Vallecano) 1999-2000 - ST Luis García (Espanyol) 2000-01 - ST Riki (Deportivo) 2000-02 - ST Javier Portillo (Osasuna) 2001-02 - ST David Barral (Sporting) 2002-03 - ST Thaer Bawab (Alfaro) 2004-2006 - ST Rayco (Navalcarnero) 2005-2006 |

## Ismertebb edzők
| - José Antonio Grande 1989-93 - Miguel Ángel Portugal 1996-97 (?) - Paco Hernández - José Manuel Díaz 2002-03 - Paco Buyo - Abraham García 2004-07 - José María Salmerón 2007-08 |

## Külső hivatkozások
- A Real Madrid C hivatalos weboldala (spanyolul)/(angolul)/(japánul)